# رابیو آفولوبی
رابیو آفولوبی (انگلیسی: Rabiu Afolabi؛ زادهٔ ۱۸ آوریل ۱۹۸۰) یک بازیکن فوتبال اهل نیجریه است.
وی همچنین در تیم‌های ملی فوتبال نیجریه نیجر بازی کرده‌است.